# Theobald
Theobald ist ein männlicher Vorname und Familienname.

## Herkunft und Bedeutung
Der Name Theobald geht auf den althochdeutschen Namen Dietbald zurück. Das erste Element wurde vermutlich unter Einfluss des griechischen θεός theós „Gott“ verändert. Der Name setzt sich aus den Elementen þjóð „Volk“ und bald „kühn“, „mutig“, „schnell“, „eifrig“, „wachsam“ zusammen.

## Verbreitung
Über höhere Kreise gelangte der Name aus Deutschland nach Frankreich. Er war vor allem bei den Grafen von Blois verbreitet. Als Heiligenname erlangte er in Luxemburg und im Elsass Popularität. Die Normannen brachten den Namen schließlich nach Großbritannien.
Heute ist der Vorname primär im deutschen Sprachraum gebräuchlich, jedoch nicht sehr populär. Zwischen 2006 und 2018 wurde er in Deutschland nur etwa 30 Mal vergeben. Der Nachname Theobald ist in Deutschland in erster Linie im Saarland verbreitet.

## Varianten

### Vorname
- Deutsch: Diebold
  - Germanisch: Dietbald, Theudebald
  - Diminutiv: Theo, Baldo, Till, Thilo
- Englisch
  - Diminutiv: Theo, Tibby
- Französisch: Thibaud, Thibault, Thibaut
- Italienisch. Teobaldo
  - Diminutiv: Teo, Baldo
- Niederländisch
  - Diminutiv: Boele
- Polnisch: Teobald
- Portugiesisch: Teobaldo
  - Diminutiv: Téo
- Spanisch: Teobaldo
  - Diminutiv: Teo, Baldo

Der von Shakespeare in „Romeo und Julia“ verwendete Name Tybalt lässt sich ebenfalls auf Theobald zurückführen.

### Familienname
- Theobaldt
- Diebold
- Theobaldy
- Theobalt
- Deobald
- Theobold
- Thibaut

- Thibaud
- Thibault
- Thiebaud
- Diepold
- Dippold

## Namenstage
- 16. Januar: nach Theobald von Geisling
- 1. Juli: nach Theobald von Provins

## Namensträger

### Vorname
Mittelalter
- Theobald I. (Bar) (* um 1158; † 1214), Graf von Bar und ab 1197 Graf von Luxemburg
- Theobald II. (Bar) (* 1221; † 1291), von 1240 bis zu seinem Tod Graf von Bar
- Theobald der Alte (Blois) (franz.: Thibaut l’Ancien; † vor 942), Vizegraf von Blois und Tours

- Theobald I. (Blois) (Thibaud I., genannt der Betrüger (le Tricheur); † 975), Graf von Blois, Chartres und Châteaudun sowie Vizegraf von Tours
- Theobald II. (Blois) (franz.: Thibaud; * um 980; † 1004), Graf von Blois, Tours, Chartres, Châteaudun, Beauvais, Reims und Dreux, Herr von Chinon und Saumur
- Theobald III. (Blois) = Theobald I. (Champagne)
- Theobald IV. (Blois) = Theobald II. (Champagne)
- Theobald V. (Blois) († 1191), genannt Theobald der Gute, Graf von Blois

- Theobald I. (Champagne) (* um 1010; † 1089), Graf von Blois, Chartres, Châteaudun, Tours und Sancerre, sowie Graf von Meaux, Troyes (Champagne)
- Theobald II. (Champagne) (Theobald der Große, Thibaut le Grand; 1093–1152), als Theobald IV. Graf von Blois, Chartres, Meaux, Châteaudun und Sancerre, Herr von Amboise (1102–1151) und als Theobald II. Graf von Troyes und Champagne (1125–1151)
- Theobald III. (Champagne) (1179–1201), Graf von Champagne

- Theobald I. (Lothringen) (* um 1191; † 1220) aus dem Haus Châtenois, Herzog von (Ober-)Lothringen (1213–1220)
- Theobald II. (Lothringen) (1263–1312) aus dem Haus Châtenois, Herzog von (Ober-)Lothringen (1304–1312)

- Theobald I. (Navarra) (Theobald von Champagne; Thibault de Champagne; 1201–1253), als Theobald IV. von 1201 bis 1253 Graf von Champagne und als Theobald I. von 1234 bis 1253 König von Navarra
- Theobald II. (Navarra) (1238–1270), König von Navarra und (als Theobald V.) Graf von Champagne

- Theobald von Bec (~1090–1161), von 1138 bis 1161 Erzbischof von Canterbury
- Theobald Markgraf von Canossa (* 988; † um 1015)
- Theobald von Marly (franz.: Thibault de Marly; * um 1200; † 1247), Abt des Klosters von Vaux-de-Cernay und  Heiliger der römisch-katholischen Kirche
- Theobald von Ostia († 1188), französischer Benediktiner (Cluniazenser) und Kardinal
- Theobald von Provins (Heiliger, Gedenktag katholisch: 30. Juni; * um 1017 in Provins, † 30. Juni 1066 in Salanigo bei Vicenza), Priester, Mönch, Einsiedler
- Theobald (Bischof von Straßburg), von 1079 bis 1082 Bischof von Straßburg

Neuzeit
(Theobald, Theobaldus, Théobald)
- Théobald Bacher (1748–1813), französischer Diplomat
- Theobald Baerwart (1872–1942), Schweizer Mundartdichter
- Theobald Beer (1902–2000), römisch-katholischer Priester und Lutherforscher
- Theobald von Bethmann Hollweg (1856–1921), deutscher Politiker
- Theobald Billicanus (* um 1493; † 1554), deutscher Theologe, Jurist und Reformator
- Theobald Böhm (1794–1881), deutscher Komponist
- Théobald Chartran (1849–1907), französischer Historien- und Porträtmaler
- Theobald Craschel (* um 1511; † 1587), Weihbischof in Köln
- Theobald Dächsel (1855–1940), evangelischer Theologe, Bibelübersetzer, Pastor und Superintendent
- Theobald Engelhardt (1851–1935), US-amerikanischer Architekt
- Theobald Fischer (1846–1910), deutscher Geograph
- Theobald von Fuchs (1852–1943), deutscher Verwaltungsjurist und Politiker (Zentrum)
- Theobald Fuchs (Autor) (* 1969), deutscher Schriftsteller
- Theobald Grasböck (1846–1915), von 1892 bis 1915 Abt des Stifts Wilhering
- Theobald Hock (1573–1624), politischer Agent und deutscher Lyriker
- Theobald Hofmann (1861–1953), deutscher Architekt, Professor und Fachbuchautor
- Theobaldus van Hoghelande (* um 1560; † 1608), niederländischer Alchemist
- Theobald Kerner (1817–1907), deutscher Arzt und Dichter
- Theobald Kopp (1892–1943), römisch-katholischer Diözesanpriester des Bistums Tiraspol
- Theobald Mathew (1790–1856), irischer katholischer Geistlicher, gründete 1838 den Verein der Abstinenzler
- Théobald Meurisse (1933–1993), französischer Filmarchitekt
- Theobald von Oer (1807–1885), deutscher Kunstmaler, Illustrator und Radierer
- Theobald Rehbaum (1835–1918), deutscher Violinist, Librettist und Komponist
- Theobald Reitwinkler (1705–1779), bayerischer Zisterzienser, Abt des Klosters Aldersbach
- Theobald von Rizy (1807–1882), österreichischer Jurist und Politiker
- Theobald Schrems (1893–1963), deutscher katholischer Theologe und Priester, Domkapellmeister
- Theobald Schurte (* 1940), Liechtensteiner Sportschütze
- Theobald Schwarz (* um 1485; † 1561) war ein evangelischer Theologe und Reformator
- Theobald Wolfe Tone (1763–1798), irischer Anwalt und radikaler Anführer der irischen Unabhängigkeitsbewegung
- Theobald Wrba (1868–1943), Zisterzienser, von 1931 bis 1943 Abt des Zisterzienserstiftes Lilienfeld
- Theobald Ziegler (1846–1918), deutscher Philosoph

Pseudonym
- Theobald Körner und Theobald Tiger, Pseudonyme von Kurt Tucholsky (1890–1935), deutscher Schriftsteller und Publizist

### Familienname
- Adolf Theobald (1930–2014), deutscher Unternehmer und Journalist
- Alwin Theobald (* 1968), deutscher Politiker (CDU)
- Christian Theobald (* 1966), deutscher Jurist
- Christiane Theobald (* 1956), deutsche Ballettdramaturgin und Kulturmanagerin
- Christoph Theobald (* 1946), deutscher römisch-katholischer Theologe
- Densill Theobald (* 1982), Fußballspieler aus Trinidad und Tobago
- Dieter Theobald (* 1939), Schweizer Theologe, Berater und Autor
- Dietrich von Theobald (1908–1991), deutscher Filmproduzent
- Eddie Theobald (1940–2010), maltesischer Fußballspieler
- Fred Theobald (* 1950), deutscher Ringer
- Frédéric Theobald (* 1980), französischer Radrennfahrer
- Frederick Vincent Theobald (1868–1930), britischer Insektenkundler
- Gerhard Theobald (* 1949), deutscher Fußballschiedsrichter
- Gerolf Theobald (* 1957), deutscher Fußballspieler
- Gottfried Ludwig Theobald (1810–1869), deutscher Lehrer, Naturforscher und Kartograf
- Hans Hermann Theobald (1901–1963), deutscher Journalist
- Hans-Wolfgang Theobald (* 1954), deutscher Orgelbauer und Musikwissenschaftler
- Heidemarie Theobald (1938–2021), deutsche Schauspielerin
- Hermann Theobald (1821–1908), deutscher Förster und Politiker, MdL Hessen
- Isa Theobald (* 1977), deutsche Schriftstellerin, Übersetzerin und Lektorin
- Jeremy Theobald, britischer Schauspieler und Filmproduzent
- Johann Wilhelm Theobald (1726–1816), deutscher Priester und Lazaristenpater
- Johannes Theobald (* 1987), deutscher Rennfahrer
- Joseph von Theobald (1772–1837), deutscher Militär und Politiker, MdL Württemberg
- Julian Theobald (* 1984), deutscher Automobilrennfahrer
- Karl Peter von Theobald (1769–1837), deutscher Generalleutnant
- Leonhard Theobald (1877–1947), deutscher Pfarrer, Kirchenhistoriker und Lehrer
- Lewis Theobald (1688–1744), britischer Herausgeber und Autor
- Ludwig von Theobald (Verwaltungsjurist, 1766) (1766–1837), deutscher Verwaltungsjurist und Politiker, MdL Baden
- Ludwig von Theobald (Verwaltungsjurist, 1795) (1795–1856), deutscher Verwaltungsjurist, Oberamtmann von Baden-Baden
- Ludwig von Theobald (Verwaltungsjurist, III), deutscher Verwaltungsjurist, Oberamtmann von Emmendingen
- Marius Theobald (* 1990), deutscher Schauspieler
- Michael Theobald (* 1948), deutscher Theologe
- Nicolas Théobald (1903–1981), französischer Geologe, Paläontologe und Hochschullehrer
- Olivier Theobald (eigentluchh Olivier Thiébaud; * 1960), Schweizer Schriftsteller und Musiker
- Robert Alfred Theobald (1884–1957), US-amerikanischer Konteradmiral
- Thorsten Theobald (* 1971), deutscher Mathematiker
- Vreni Theobald (* 1946), Schweizer Beraterin und Autorin
- Werner Theobald (* 1958), deutscher Philosoph und Hochschullehrer
- Wilhelm Theobald (* 1915), deutscher Kinderarzt, Hochschullehrer und Ärztefunktionär
- William Theobald (1829–1908), britischer Naturforscher in Indien